# Grézillé
Grézillé ist eine Ortschaft und eine Commune déléguée in der französischen Gemeinde Gennes-Val-de-Loire mit 611 Einwohnern (Stand 1. Januar 2022) im Département Maine-et-Loire in der Region Pays de la Loire. Die Einwohner werden Grézillois genannt.
Mit Wirkung vom 1. Januar 2016 wurden die Gemeinden Chênehutte-Trèves-Cunault, Gennes, Grézillé, Saint-Georges-des-Sept-Voies und Le Thoureil zu einer Commune nouvelle mit dem Namen Gennes-Val-de-Loire zusammengelegt. Die Gemeinde Grézillé gehörte zum Arrondissement Saumur und zum Kanton Doué-la-Fontaine.

## Geographie
Grézillé liegt etwa 25 Kilometer südöstlich von Angers an der Aubance. 

## Bevölkerungsentwicklung
| Jahr                      | 1962 | 1968 | 1975 | 1982 | 1990 | 1999 | 2006 | 2013 |
| Einwohner                 | 520  | 453  | 392  | 408  | 375  | 396  | 483  | 621  |
| Quelle: Cassini und INSEE |      |      |      |      |      |      |      |      |

## Sehenswürdigkeiten
- Kirche Saint-Hilaire
- Schloss Pimpéan, Monument historique seit 1959
- Mühle Gasté, Monument historique seit 1999

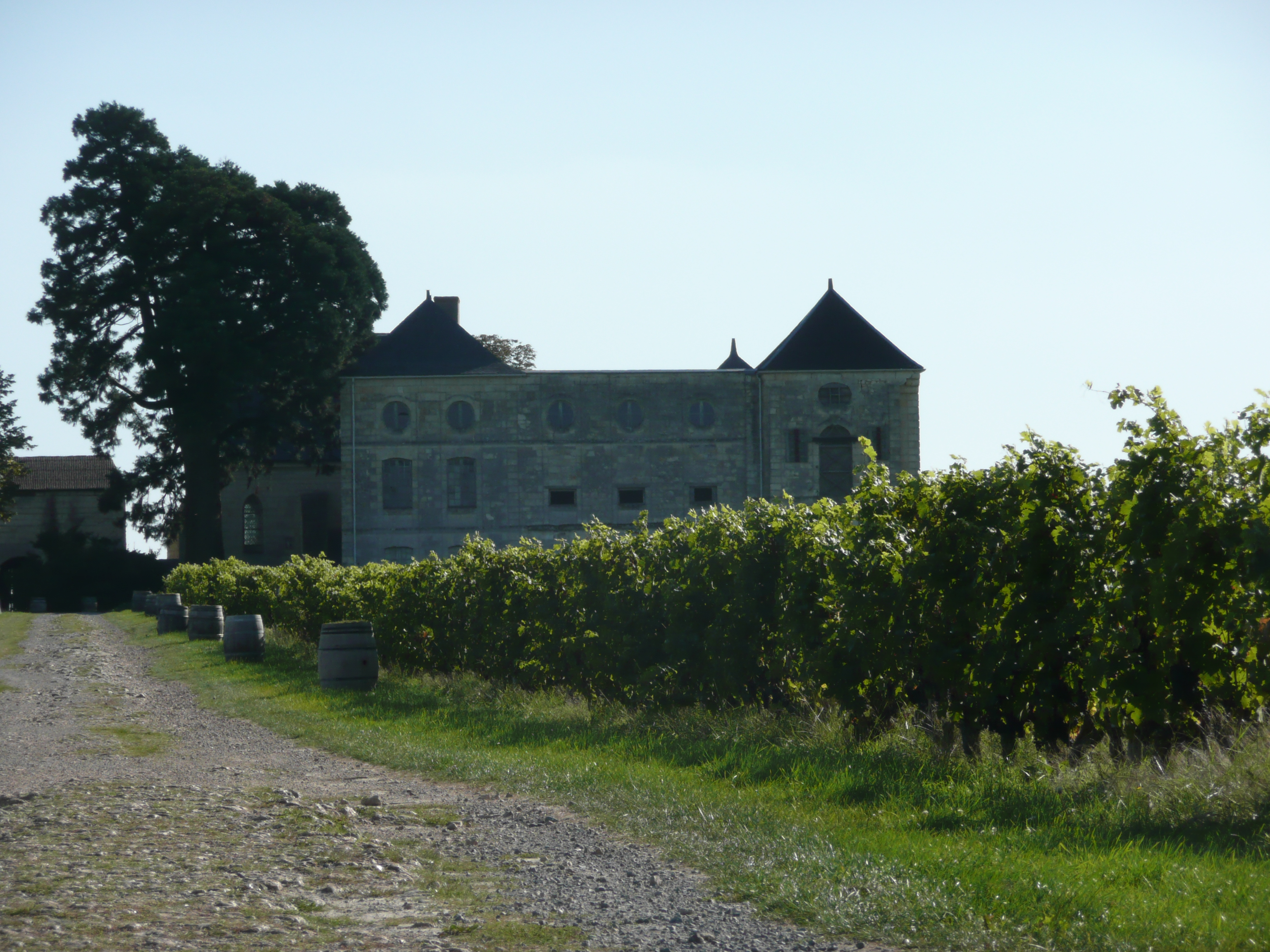
Schloss Pimpéan
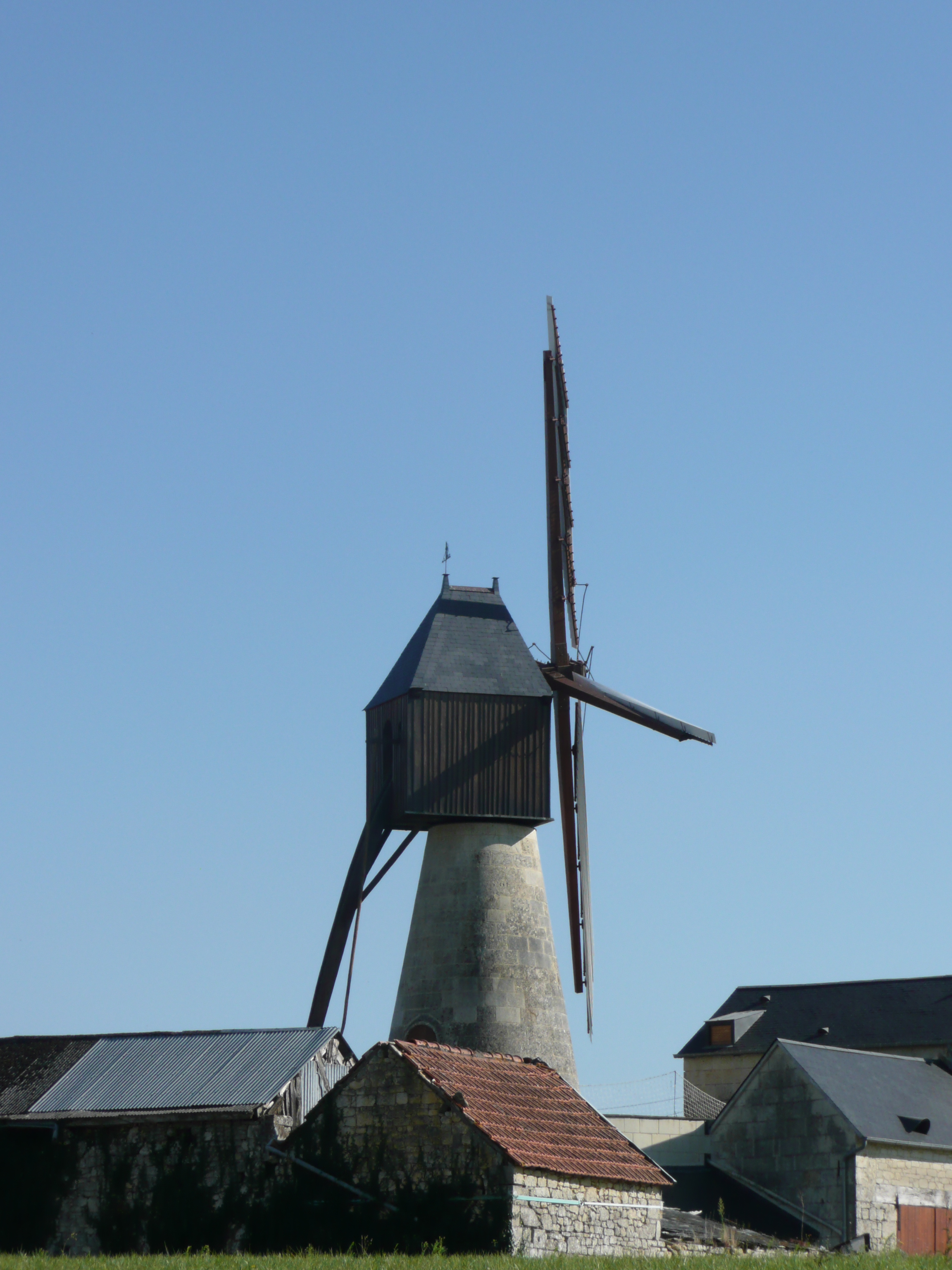
Mühle Gasté